# Zakarbaal
Zakarbaal, o Cekerbaal o Tjekerbaal, (in lingua egizia, Ṯkrbr; fl. XI secolo a.C.) è stato un sovrano fenicio, re di Biblo, menzionato nel racconto di Unamon.

## Storia
È menzionato nel Viaggio di Unamon come principe di Biblo ed è detto che suo padre e suo nonno erano indipendenti, nel tempo in cui l'Egitto aveva perso il predominio sulla regione fenicia. 
Nel viaggio Unamon, il sacerdote egizio in cerca di legname per la barca di Ammone, fatica ad avere la materia prima che desidera, poiché il re non lo accoglie alla sua corte e lo invita ogni giorno ad andarsene, poiché le relazioni tra Egitto e Fenicia non sono buone.
Alla fine Zakarbaal, ottenuto l'argento dall'Egitto, dà al sacerdote il legno di cedro che gli serve e quest'ultimo ritorna in patria.
Nel racconto il sovrano appare circondato da un'assemblea, unica prova della sua esistenza a Biblo.